# Саркісян Артем Аркадійович
Артем Аркадійович Саркісян (рос. Саркисян Артём Аркадьевич, нар. 18 жовтня 1969, Баку, Азербайджанська РСР) — радянський та російський футболіст вірменського походження, півзахисник.

## Життєпис
Артем Саркісян народився 18 жовтня 1969 року в Баку. В юному віці переїхав в Україну, вихованець харківського ХДВУФК. На перших порах виступав у складі радянських аматорських футбольних клубах: СКІФ (1984), мінській «Білорусь» (1988—1989), коломацький «Колос» (1990). В 1991 році дебютував на професіональному рівні виступами за єреванський «Алмаз», який змагався в Другій нижчій лізі чемпіонату СРСР. У футболці єреванського клубу зіграв 2 поєдинки.
В 1991 році перейшов до аматорського клубу «Поліграфтехніка» (Олександрія). В олександрійському клубі Артем зіграв 30 матчів та відзначився 8-ма голами. В сезоні 1992/93 років виступав у складі іншого аматорського клубу Олександрії, «Кранобудівнику». «Кранобудівник» того сезону виступав у 4-ій групі аматорського чемпіонату України. За підсумками сезону в своїй групі олександрійський клуб посів 9-те місце, а Саркісян відзначився 3-ма голами.
З 1993 року Артем виступав у аматорських та нижчолігових російських футбольних клубах: «Волочанин» (1993—1994, 1996), торжоцькому «Новаторі» (1995), тверській «Волзі» (1996—1998), ногінському «Автомобілісті» (1999—2000). В ногінському «Автомобілісті» й завершив кар'єру гравця, після того як в сезоні 2000 року не зіграв жодного офіційного поєдинку за клуб в національних змаганнях.